# Directiva privind cooperarea administrativă
Directiva privind Cooperarea Administrativă (abreviat DAC) este o directivă a Uniunii Europene care stabilește norme pentru sistemului AEOI (din engleză: Automatic Exchange of Information, tradus Schimbul Internațional de Informații ) care se aplică membrilor Uniunii Europene (UE).
Scopul principal al DAC este de a combate evaziunea fiscală și evitarea obligațiilor fiscale prin schimbul de informații cu privire la persoanele fizice și juridice din UE.

## Prezentare
Directiva a fost modificată de 7 ori și cuprinde inițiativele globale ale Organizației pentru Cooperare și Dezvoltare Economică (OCDE) și inițiativele proprii ale UE.
| Amendament | Amendamentul Directivei          | Informații Raportate | Echivalent OECD                                         | Aplicabilă din |
| ---------- | -------------------------------- | --- | ------------------------------------------------------- | -------------- |
| DAC        | Council Directive 2011/16        | - Venituri din muncă - Câștiguri de capital - Onorarii ale directorilor - Pensii                                                                                           | -                                                       | 2012           |
| DAC2       | Council Directive 2014/107       | Solduri și venituri aferente conturilor financiare (depozite, investiții, fonduri de pensii private etc.)                                                                  | Standardul Comun de Raportare (CRS)                     | 2014           |
| DAC3       | Council Directive 2015/2376      | Decizii fiscale emise de autoritățile naționale către companii (ex.: tratamentul fiscal al unei tranzacții)                                                                | Acțiunea 5 BEPS                                         | 2012           |
| DAC4       | Council Directive 2016/881       | Cifra de afaceri, profit, taxe plătite, angajați, activități economice, pe fiecare țară unde operează o companie multinațională                                            | Acțiunea 13 BEPS                                        | 2016           |
| DAC5       | Council Directive 2016/2258      | Identitatea beneficiarilor reali ai companiilor, fundațiilor și altor entități                                                                                             | -                                                       | 2017           |
| DAC6       | Council Directive 2018/822       | Structuri fiscale internaționale care prezintă indicii de evitare a taxelor (ex.: transferul profiturilor în jurisdicții cu taxe mai mici)                                 | Acțiunea 12 BEPS                                        | 2018           |
| DAC7       | Council Directive 2021/514       | Veniturile persoanelor și firmelor care închiriază proprietăți, mijloace de transport, vând bunuri sau prestează servicii prin platforme digitale (ex.: Airbnb, Uber, OLX) | Raportarea Informațiilor de pe Platforme Digitale (DPI) | 2023           |
| DAC8       | Council Directive 2023/2226      | Tranzacții de cumpărare, vânzare, schimb sau alte transferuri de criptomonede și active digitale                                                                           | Cadrul de Raportare pentru Criptoactive (CARF)          | 2026           |
| CESOP      | Council Regulation (EU) 2020/283 | Plăți transfrontaliere efectuate de persoane sau firme din UE, inclusiv prin transferuri bancare, carduri și debitări directe                                              | -                                                       | 2024           |

## Mecanismul de colectare și schimb de informații
Cu excepția versiunii originale a DAC și a DAC3, toate celelalte modificări ale Directivei impun ca informațiile să fie furnizate de companii private autorităților fiscale naționale, care apoi schimbă informațiile cu statele membre ale UE prin intermediul Rețelei Comune de Comunicare (Common Communication Network).
În cazul DAC2, DAC3, DAC4, DAC7 și DAC8, statele membre ale UE vor schimba informațiile colectate și cu țările non-UE care operează conform regulilor stabilite de Forumul Global al OCDE privind Transparența și Schimbul de Informații în scopuri fiscale. Acest lucru se aplică și unui subset de informații schimbate în cadrul DAC6.

### Intermediarii cu obligații în cadrul DAC
Ca rezultat al DAC, o gamă largă de companii trebuie să implementeze proceduri pentru identificarea rezidenților UE și raportarea activităților acestora către autoritățile fiscale naționale. Aceste companii sunt denumite în mod obișnuit „intermediari” în textele DAC.
| DAC   | In scope intermediaries | Information reported |
| ----- | --- | --- |
| DAC2  | Bănci, administratori de active, companii fiduciare, administratori de averi și alte vehicule de investiții                                      | Soldul și veniturile aferente conturilor financiare deținute în afara țării de rezidență.                                                                           |
| DAC5  | Companii fiduciare, secretari de companie | Beneficiarii reali ai anumitor vehicule juridice. |
| DAC6  | Avocați, contabili, consultanți fiscali și alte persoane care oferă consultanță fiscală ca serviciu auxiliar                                     | Informații despre tranzacțiile care îndeplinesc unul dintre cele 15 criterii de evitare fiscală.                                                                    |
| DAC7  | Platforme digitale care conectează cumpărători și vânzători pentru vânzarea de bunuri, închirierea de locuințe, transport sau servicii personale | Defalcare trimestrială a veniturilor obținute din activități, comisioanele plătite platformei și orice taxe reținute la sursă.                                      |
| DAC8  | Burse de criptomonede, fintech-uri, alte protocoale de active digitale (exceptând finanțele complet descentralizate)                             | Detalii complete despre tranzacțiile de achiziție și vânzare a criptomonedelor și altor active digitale, fie contra monedei fiduciare, fie a altor active digitale. |
| CESOP | Furnizori de servicii de plată conform Directivei Serviciilor de Plată (PSD2)                                                                    | Detalii complete despre plățile transfrontaliere, la nivel de tranzacție, inclusiv informații de identificare ale destinatarului.                                   |

### Impactul asupra persoanelor fizice rezidente în UE
Persoanele fizice rezidente în UE vor trebui, de regulă, să furnizeze anumite informații intermediarilor care intră în domeniul de aplicare al DAC. De exemplu, un rezident UE care deschide un cont bancar, un cont de investiții sau își creează un cont de vânzător pe o platformă digitală ar trebui să fie solicitat să furnizeze detalii despre rezidența fiscală și numărul de identificare fiscală (NIF). Persoanele fizice ar putea fi solicitate să furnizeze informații suplimentare în situații mai complexe, de exemplu, dacă declară rezidența fiscală într-o țară, dar au adresa poștală într-o altă țară.
Începând cu 2026, această obligație se va extinde și asupra cetățenilor UE care încep relații comerciale cu burse de criptomonede și alți furnizori de active digitale.
În 2022, Curtea Europeană de Justiție a concluzionat că normele din cadrul DAC6 care impuneau firmelor de avocatură să raporteze cu privire la activitățile clienților ar încălca cerințele privind secretul profesional.

## Istoric
Directiva inițială (Directiva 2011/16 a Consiliului) a intrat în vigoare în 2011 și a stabilit un cadru de cooperare între statele membre ale Uniunii Europene în materie de impozitare directă. Directiva exclude din domeniul său de aplicare aspectele legate de taxa pe valoare adăugată, deși un regulament separat stabilește principii similare (Regulamentul nr. 904/2010).
Prima directivă stabilește 2 principii:
- Schimbul Spontan de Informații - pentru ca autoritățile fiscale să se informeze reciproc în cazul în care pot exista pierderi fiscale, evaziune fiscală sau transfer de profit.
- Schimbul Automat de Informații - pentru informații aflate în posesia autorităților fiscale legate de rezidenți dintr-un stat membru al UE, cum ar fi veniturile din muncă, veniturile directorului sau pensiile.

### Standardul Comun de Raportare / DAC2
În 2014, OCDE a convenit asupra principiilor Schimbului Automat de Informații pentru conturile financiare, în conformitate cu Standardul Comun de Raportare.
Pentru a pune în aplicare aceste norme cu UE, DAC a fost modificat prin Directiva 2014/107 pentru a include schimbul de informații privind conturile financiare. Această schimbare a necesitat bănci, administratorii de active și anumite societăți de asigurări din UE colectează informații privind rezidența fiscală a clienților și furnizează rapoarte autorității fiscale naționale în fiecare an pentru continuarea schimburilor cu alte state membre ale UE Statele Membre.
În consecință, un rezident UE care deține un cont bancar, un cont de investiții sau alte investiții într-o altă țară a UE va avea detalii despre contul respectiv raportate autorității fiscale naționale.

### Schimbul de informații privind regulile fiscale / DAC3
În 2015, directiva a fost modificată pentru a adăuga schimbul de informații privind deciziile fiscale, care solicită autorităților fiscale să facă schimb de informații în cazul în care acordă o decizie fiscală unui rezident al unui alt stat membru al UE. Acest lucru a pus în aplicare acțiunea 5 a inițiativei OCDE privind erodarea bazei și transferul profitului (BEPS), care a necesitat același schimb de informații între toți adoptatorii BEPS.
Această modificare este singura regulă din cadrul DAC care nu impune nicio obligație societăților de a furniza informații suplimentare autorității lor fiscale.

### Raportare pentru fiecare țară în parte / DAC4
În 2016, directiva a fost modificată pentru a adăuga schimbul de Raportare Țară cu țară de către societățile care își desfășoară activitatea în UE. Acest lucru a pus în aplicare acțiunea 13 din inițiativa BEPS a OCDE în UE.
Toate companiile multinaționale cu venituri mai mari de 750 milioane de euro sunt obligate să prezinte rapoarte anual autorității lor fiscale, inclusiv grupurilor care sunt părinte în afara UE, dar operează în UE.
În 2021, UE a convenit asupra Directivei 2021/2101, care impune publicarea de rapoarte publice pentru fiecare țară în parte de către aceleași societăți începând din 2026 și disponibile pe site-ul societății sau într-un registru central. Cerința din cadrul DAC4 este în vigoare, deoarece sunt necesare mai multe informații în temeiul DAC4 decât în temeiul normelor privind divulgarea publică.

### Schimbul de informații privind beneficiarii reali / DAC5
Directiva a fost modificată din nou în 2016 pentru a oferi acces la registrele beneficiarilor reali care au fost înființate în temeiul Directivelor Anti Spălare de Bani. În special, Directiva 2015/849 a Consiliului, a 4-a Directivă UE împotriva Spălării Banilor, a creat o cerință pentru înregistrarea informațiilor privind beneficiarii reali într-un registru central.

### Reguli de dezvăluire obligatorie / DAC6
Planul de acțiuni pentru erodarea bazei impozabile și transferul profiturilor (BEPS) ce a fost aprobat în 2013 de către Organizația pentru Cooperare și Dezvoltare Economică și de grupul celor douăzeci de miniștri ai finanțelor și ai guvernatorilor băncilor centrale (G20), a adus în prim plan necesitatea îmbunătățirii intrumentelelor existente sau de a crea instrumente noi prin care să fie combătută mutarea profiturilor.
Directiva 2018/822/EU (DAC6) a fost adoptată pentru a reglementa schimbul de informații privind „aranjamentele transfrontaliere”, tranzacții care prezintă semne distinctive de evitare fiscală și implică rezidenți ai statelor membre ale UE. Directiva definește 15 semne distinctive ale unei potențiale evitări a obligațiilor fiscale, care includ cerințe privind secretul, conversia veniturilor în capital, deduceri duble pentru cheltuieli și circulația transfrontalieră a activelor sau a întreprinderilor.
DAC6 trebuia transpusă în legislația statelor membre până la 31 decembrie 2019. Cu toate acestea, raportarea schemelor de optimizare fiscală se aplică retroactiv pentru tranzacții efectuate începând cu 25 iunie 2018, indiferent de momentul transpunerii naționale. Din cauza pandemiei de COVID-19, Consiliul UE a modificat ulterior directiva pentru a acorda 6 luni suplimentare de timp pentru punerea în aplicare, obligația propriu-zisă de raportare a intrat în vigoare la 1 iulie 2020.

#### Obligații de raportare
DAC6 nu precizează detaliat informațiile necesare raportării, dar stabilește un set minim de date care trebuie incluse în schimbul automat de informații între statele membre:
- datele de identificare ale părților care participă direct / indirect la schema de optimizare fiscală;
- datele de identificare ale contribuabililor;
- detalii privind caracteristicile ce justifică raportabilitatea;
- data la care s-a efectuat punerea în aplicare a schemei de optimizare fiscală;
- valoarea modalității transfrontaliere care face obiectul raportării;
- orice alte informații utile legate de schemele de optimizare fiscală;

### Raportarea informațiilor pe platformele digitale / DAC7
În 2020, directiva a fost modificată pentru a include norme care impun platformelor digitale să raporteze informații cu privire la vânzătorii care utilizează platforma la:
- Închiriere proprietate
- Închiriere transport
- Vânzarea de bunuri
- Furnizarea de servicii personale

Normele sunt identice cu cele OCDE din Pachetul de informații prinvind platformele digitale.
DAC7 prezintă două diferențe notabile față de modificările anterioare ale directivei:
- Domeniul de aplicare este extrateritorial, impunând tuturor platformelor digitale la nivel global să raporteze cu privire la vânzătorii rezidenți în UE. De exemplu, o persoană fizică rezidentă în UE care vinde pe o platformă cu sediul în SUA ar fi raportabilă în conformitate cu aceste norme.
- Aceasta necesită raportarea atât a vânzătorilor interni, cât și a celor transfrontalieri. De exemplu, o platformă rezidentă în Franța trebuie să raporteze și despre vânzătorii francezi. Directivele anterioare s-au limitat la raportarea transfrontalieră în conformitate cu competența UE de a acționa în favoarea Pieței Unice Europene.

### Cadrul de raportare al activelor digitale / DAC8
În 2023, UE a convenit asupra unei modificări a directivei pentru a pune în aplicare Cadrul OCDE pentru toate statele membre. Aceste reguli impun Furnizorilor de Active Digitale să raporteze cu privire la toate tranzacțiile care implică achiziționarea, eliminarea sau schimbul de criptomonede și alte active digitale.
La fel ca DAC7, domeniul de aplicare al DAC8 este extrateritorial. De exemplu, o platformă cu sediul în Statele Unite ale Americii care schimbă criptomonedă trebuie să raporteze cu privire la clienții rezidenți din UE.
DAC8 stabilește noi modificări ale setului elaborat de norme privind cooperarea administrativă în domeniul fiscal. Normele urmează să intre în vigoare de la 1 ianuarie 2026.

### Sistemul Electronic Central de Plăți (CESOP)
Pe lângă modificările aduse DAC, în 2020 a fost adăugată o cerință suplimentară de raportare a AEOI în ceea ce privește TVA. Acest lucru a fost adăugat prin modificări la Directiva TVA și la Regulamentul privind cooperarea administrativă și combaterea fraudei în domeniul taxei pe valoarea adăugată, întrucât DAC se aplică numai aspectelor fiscale directe.
Aceste modificări creează o obligație de raportare cunoscută sub numele de CESOP, care impune Furnizorilor de Servicii de Plată din UE să raporteze cu privire la plățile efectuate de rezidenții UE.